# Anchor
Un anchor è un oggetto appartenente alla definizione del Document Object Model (DOM) di un documento HTML e permette di definire il testo di un collegamento ipertestuale. Il nome deriva proprio dal fatto che questo testo fa da "ancora" al collegamento e ne specifica solitamente il contenuto.

## Proprietà
| Oggetto    | Descrizione                                                                                            |
| ---------- | --- |
| #accessKey | Imposta un tasto per accedere al link tramite tastiera                                                 |
| #charset   | Imposta o restituisce il set di caratteri utilizzato dalla risorsa                                     |
| #coords    | Imposta o restituisce il valore delle coordinate di un'area sensibile                                  |
| #href      | Imposta un URL da linkare all'oggetto                                                                  |
| #hreflang  | Imposta il codice del linguaggio utilizzato dalla risorsa                                              |
| #id        | Imposta o restituisce il valore dell'id dell'oggetto                                                   |
| #innerHTML | Imposta o restituisce il valore del testo del link                                                     |
| #name      | Imposta o restituisce il nome del link                                                                 |
| #rel       | Imposta o restituisce una relazione tra il documento e l'URL di target                                 |
| #shape     | Imposta o restituisce il valore di un'area attivata con le coordinate impostate nella proprietà coords |
| #tabIndex  | TabIndex dell'oggetto da impostare o leggere                                                           |
| #target    | Imposta il target del link, che può essere dentro o fuori la pagina dove si trova il link stesso       |
| #type      | Imposta o restituisce il valore del MIME utilizzato dalla risorsa linkata                              |

## Metodi
(sono tutti ereditati dall'oggetto Object)

## Eventi
Tra gli eventi più diffusamente utilizzati per le ancore vi sono:
onfocus
selezione dell'oggetto, attraverso clic del mouse o navigazione da tastiera;
onblur
deselezione dell'oggetto, attraverso clic del mouse o navigazione da tastiera;
onclick
clic del mouse sull'oggetto;
onmouseenter
ingresso del puntatore nell'area dell'oggetto;
onmouseleave
uscita del puntatore dall'area dell'oggetto.

## Esempio
```
  
<
script
 
type
=
"text/javascript"
>

  
function
 
changeLink
()
 
{

      
document
.
getElementById
(
'myAnchor'
).
innerHTML
=
"Visit another site"

      
document
.
getElementById
(
'myAnchor'
).
href
=
"http://www.anothersite.com"

      
document
.
getElementById
(
'myAnchor'
).
target
=
"_blank"

  
}

  
</
script
>

  
<
a
 
id
=
"myAnchor"
 
href
=
"http://www.wikipedia.org"
>
Visit Wikipedia
</
a
>

  
<
input
 
type
=
"button"
 
onclick
=
"changeLink()"
 
value
=
"Change link"
>

```